# Allium junceum
Allium junceum är en amaryllisväxtart som beskrevs av James Edward Smith. Allium junceum ingår i släktet lökar, och familjen amaryllisväxter.

## Underarter
Arten delas in i följande underarter:
- A. j. junceum
- A. j. tridentatum